# Lotto Cycling Team
Lotto Cycling Team (código UCI: LOT) es un equipo ciclista profesional belga, de categoría UCI ProTeam. Participa en el UCI WorldTour así como de algunas carreras del Circuito Continental.
Fundado en 1985 bajo el patrocinio de la lotería nacional belga, Lotto, se trata del equipo más longevo del pelotón actual, si bien el equipo español Movistar lleva más años aunque, eso sí, bajo distintas denominaciones como Reynolds, Banesto o Caisse d'Epargne. Su nombre ha ido cambiando en función del copatrocinador que acompañara a Lotto, que sigue con el equipo desde su creación. En 2012 sufrió una profunda remodelación al irse su patrocinador principal de los últimos años (Omega Pharma) a financiar a su gran rival, el Quick Step. Sin embargo, se considera el mismo equipo al heredarse gran parte de la estructura y mantener su categoría pese a desaparecer la sociedad ciclista propiedad de Omega Pharma que era propietaria de este equipo desde la creación del UCI ProTour en 2005.
El equipo flamenco afrontó 2012 con la incógnita de si, en el año de la reestructuración, mantendría el alto nivel competitivo de los últimos años, en los que, además de en clásicas, había ofrecido un buen nivel en pruebas por etapas con Cadel Evans o Jurgen Van den Broeck, que seguía en el equipo.
Debido a la finalización del contrato de Belisol en el 2014, a finales de julio de 2014 Lotto Cycling Project anunció su continuidad en la máxima categoría, debido a la entrada de un nuevo patrocinador denominado Soudal, una empresa que se dedica a la fabricación de productos químicos y que acompañara a la escuadra de la lotería belga por lo menos hasta 2020; de esta manera también seguirá en pie el equipo de ciclismo femenino y sub-23.

## Historia del equipo
El equipo se funda en 1985 bajo el patrocinio de la lotería nacional belga, Lotto. Uno de sus primeros directores fue Walter Godefroot.
En 2003 se fusionó con el equipo también belga del Domo.
En 2005 la compañía Omega Pharma se convirtió en el patrocinador principal del equipo. Ese año la formación debutó también en el UCI ProTour, máxima categoría del ciclismo en ruta profesional que se estrenaba en esa temporada.
En la temporada 2007 logró un total de 23 victorias, destacando sobre todo la etapa del Giro de Italia y la del Tour de Francia ganadas por Robbie McEwen, y la etapa también en el Tour de Francia ganada por Cadel Evans. También son destacables la etapa y la clasificación general del Tour de Polonia de Johan Van Summeren y las etapas de Robbie McEwen en la Tirreno-Adriático, en el Tour de Romandía, en la Vuelta a Suiza y en el Tour del Benelux.
En la temporada 2008 logró un total de 18 victorias, destacando sobre todo la etapa de la Vuelta a España ganada por Greg Van Avermaet. También son destacables la etapa en la París-Niza de Cadel Evans, 1 etapa del Tour de Romandía, 2 etapas de la Vuelta a Suiza y la Vattenfall Cyclassics ganadas por Robbie McEwen y la etapa en el Tour de Polonia de Jürgen Roelandts. Otras victorias importantes fueron la etapa en la Vuelta a Andalucía de Cadel Evans, la etapa de la Vuelta a Bélgica de Greg Van Avermaet o la París-Bruselas de Robbie McEwen. Además logró 2 Campeonatos nacionales en ruta.

## Corredor mejor clasificado en las Grandes Vueltas
| Año  | Giro de Italia            | Tour de Francia            | Vuelta a España           |
| ---- | ------------------------- | -------------------------- | ------------------------- |
| 1985 | -                         | 14.º Eddy Schepers         | -                         |
| 1986 | -                         | -                          | -                         |
| 1987 | -                         | -                          | -                         |
| 1988 | -                         | -                          | -                         |
| 1989 | -                         | -                          | -                         |
| 1990 | -                         | 9.º Claude Criquielion     | -                         |
| 1991 | -                         | 35.º Johan Bruyneel        | -                         |
| 1992 | -                         | 51.º Jan Nevens            | -                         |
| 1993 | -                         | 83.º Luc Roosen            | -                         |
| 1994 | -                         | 24.º Jim Van De Laer       | -                         |
| 1995 | -                         | 71.º Andréi Chmil          | -                         |
| 1996 | -                         | 77.º Andréi Chmil          | -                         |
| 1997 | -                         | 25.º Laurent Madouas       | -                         |
| 1998 | -                         | 16.º Kurt Van De Wouwer    | 34.º Ludo Dierckxsens     |
| 1999 | -                         | 11.º Kurt Van De Wouwer    | 31.º Kurt Van De Wouwer   |
| 2000 | -                         | 17.º Kurt Van De Wouwer    | -                         |
| 2001 | 42.º Christophe Brandt    | 27.º Mario Aerts           | -                         |
| 2002 | 9.º Rik Verbrugghe        | 35.º Christophe Brandt     | -                         |
| 2003 | 52.º Koos Moerenhout      | 52.º Christophe Brandt     | -                         |
| 2004 | 14.º Christophe Brandt    | 21.º Axel Merckx           | -                         |
| 2005 | 11.º Wim Van Huffel       | 8.º Cadel Evans            | 8.º Mauricio Ardila       |
| 2006 | 17.º Wim Van Huffel       | 4.º Cadel Evans            | 20.º Chris Horner         |
| 2007 | 20.º Mario Aerts          | 2.º Cadel Evans            | 4.º Cadel Evans           |
| 2008 | 7.º Jurgen van den Broeck | 2.º Cadel Evans            | 33.º Roy Sentjens         |
| 2009 | 17.º Francis De Greef     | 15.º Jurgen van den Broeck | 3.º Cadel Evans           |
| 2010 | 21.º Francis De Greef     | 4.º Jurgen van den Broeck  | 17.º Jan Bakelants        |
| 2011 | 22.º Jan Bakelants        | 19.º Jelle Vanendert       | 8.º Jurgen van den Broeck |
| 2012 | 19.º Francis De Greef     | 4.º Jurgen van den Broeck  | 17.º Bart De Clercq       |
| 2013 | 20.º Francis De Greef     | 38.º Bart De Clercq        | 41.º Francis De Greef     |
| 2014 | 14.º Maxime Monfort       | 13.º Jurgen van den Broeck | 16.º Maxime Monfort       |
| 2015 | 11.º Maxime Monfort       | 31.º Tony Gallopin         | 14.º Bart De Clercq       |
| 2016 | 15.º Maxime Monfort       | 40.º Thomas de Gendt       | 16.º Maxime Monfort       |
| 2017 | 13.º Maxime Monfort       | 20.º Tiesj Benoot          | 19.º Sander Armée         |
| 2018 | 57.º Sander Armée         | 65.º Thomas de Gendt       | 42.º Maxime Monfort       |
| 2019 | 51.º Thomas de Gendt      | 59.º Tiesj Benoot          | 8.º Carl Fredrik Hagen    |
| 2020 | 41.º Thomas de Gendt      | 52.º Thomas de Gendt       | 24.º Kobe Goossens        |
| 2021 | 79.º Stefano Oldani       | 65.º Brent Van Moer        | 20.º Steff Cras           |
| 2022 | 48.º Sylvain Moniquet     | 73.º Andreas Kron          | 80.º Thomas de Gendt      |
| 2023 | -                         | 59.º Maxim Van Gils        | 32.º Lennert Van Eetvelt  |
| 2024 | -                         | 81.º Victor Campenaerts    | 77.º Jonas Gregaard       |
| 2025 | -                         | 66.º Jenno Berckmoes       | Bandera de ?              |

## Equipo femenino
El equipo cuenta con un equipo femenino profesional, el Lotto Soudal Ladies, en activo desde 2006.

## Equipo filial
Cuenta con una formación filial, que durante las temporadas 2008-2011 fue de categoría Continental con distintos nombres pero siempre con Lotto y Omega Pharma (mediante diferentes marcas comerciales) como patrocinadores principales, siendo el resto de temporadas amateur teniendo exactamente el mismo nombre de su equipo dependiente por ello suele llamarse Lotto Belisol amateur o Lotto Belisol sub-23 aunque haya corredores mayores de esa edad.

## Material ciclista

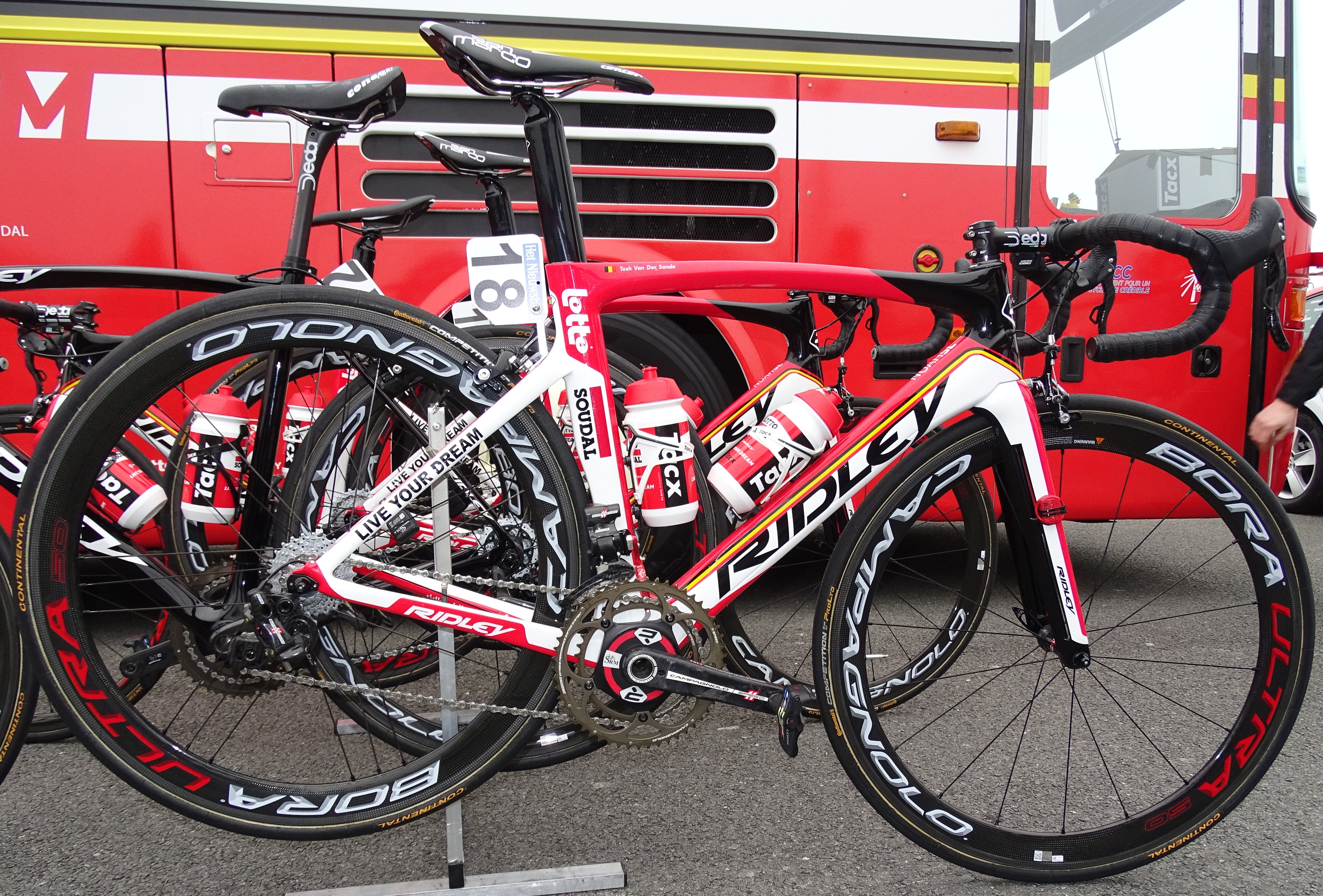
Bicicletas del equipo marca Ridley

El equipo utiliza bicicletas de la marca Orbea. Anteriormente utilizó bicicletas Ridley y Colnago.

## Equipación
| Davitamon Lotto (2005-2006) | Predictor Lotto (2007) | Silence Lotto (2008) | Silence Lotto (2009) | Omega Pharma Lotto (2010) | Omega Pharma Lotto (2011) |

| Lotto Soudal (2014-17) | Lotto Soudal (2018) | Lotto Soudal (2019) | Lotto Soudal (2020-21) | Lotto Soudal (2022) | Lotto Dstny (2023) |

## Sede
La sede del equipo se encuentra en Bruselas (Belliard 25-33 1040).

## Clasificaciones UCI

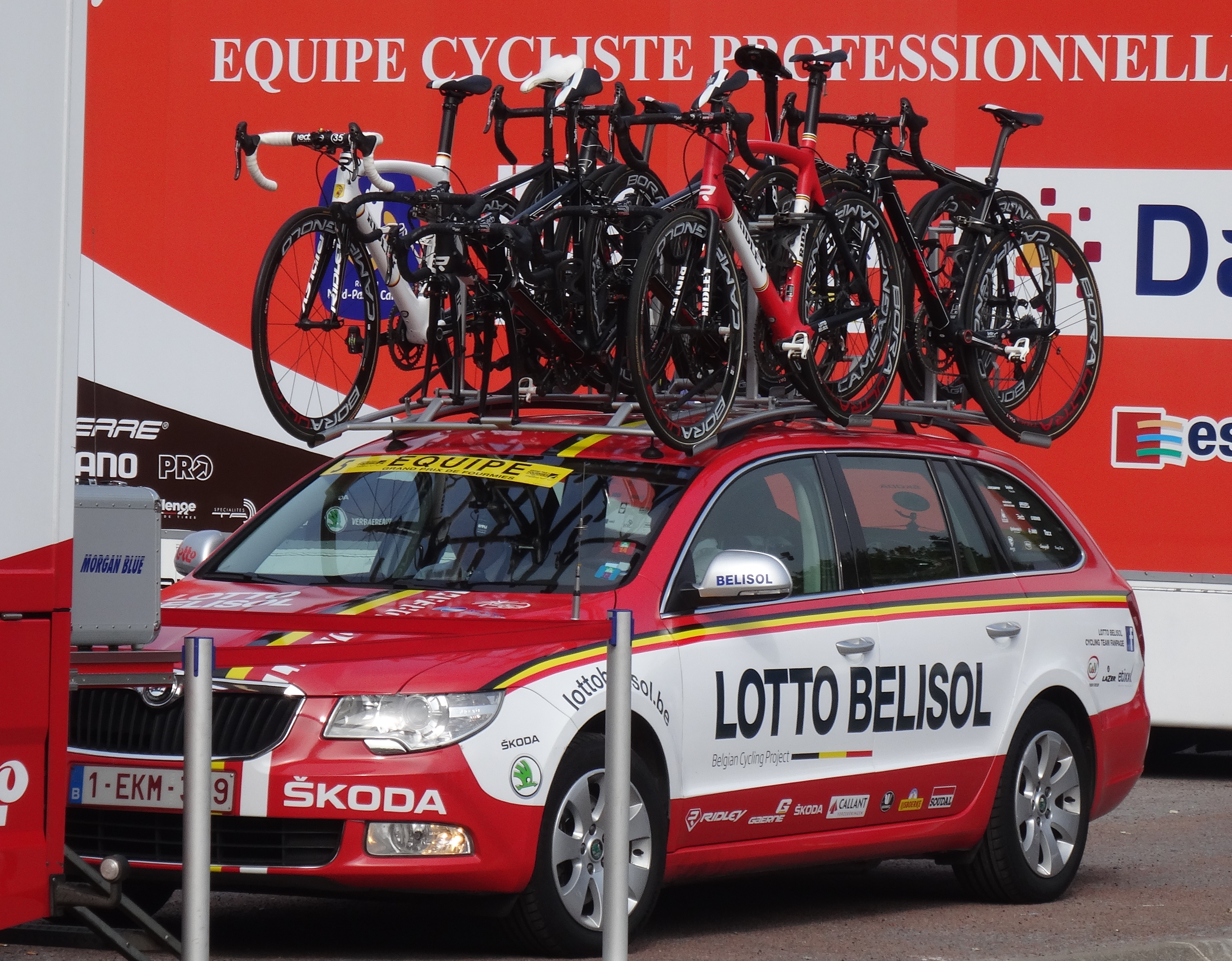
Vehículo del equipo.

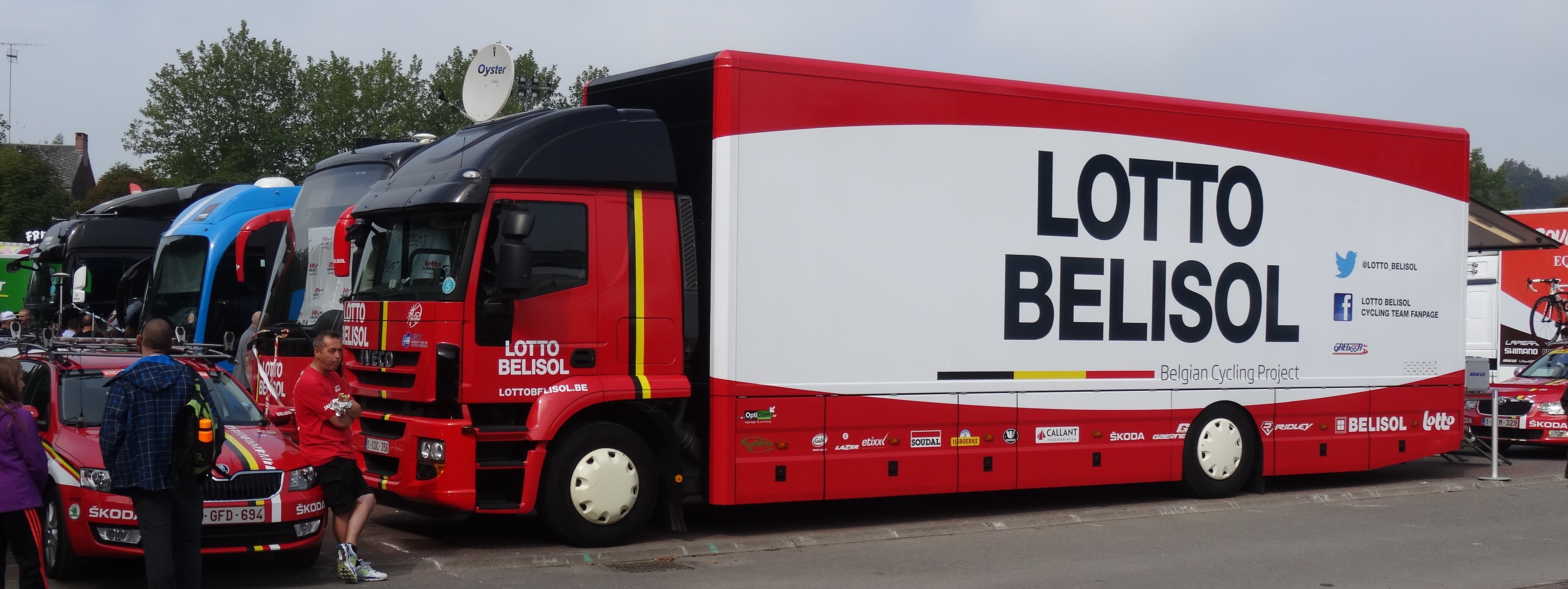
Autobús del equipo.

La Unión Ciclista Internacional elaboraba el Ranking UCI de clasificación de los ciclistas y equipos profesionales.
Hasta el año 1998, la clasificación del equipo y de su ciclista más destacado fue la siguiente:
| Año  | Clasificación por equipos | Mejor corredor en la clasificación individual | Posición |
| 1995 | 16.º                      | Andrei Tchmil                                 | 10.º     |
| 1996 | 19.º                      | Andrei Tchmil                                 | 15.º     |
| 1997 | 15.º                      | Andrei Tchmil                                 | 6.º      |
| 1998 | 13.º                      | Andrei Tchmil                                 | 11.º     |

A partir de 1999 y hasta 2004 la UCI estableció una clasificación por equipos divididos en tres categorías (primera, segunda y tercera). La clasificación del equipo fue la siguiente:
| Año  | Categoría | Clasificación por equipos | Mejor corredor en la clasificación individual | Posición |
| 1999 | Primera   | 10.º                      | Andrei Tchmil                                 | 4.º      |
| 2000 | Primera   | 16.º                      | Andrei Tchmil                                 | 9.º      |
| 2001 | Primera   | 5.º                       | Niko Eeckhout                                 | 30.º     |
| 2002 | Primera   | 4.º                       | Robbie McEwen                                 | 4.º      |
| 2003 | Primera   | 21.º                      | Peter Van Petegem                             | 18.º     |
| 2004 | Primera   | 13.º                      | Robbie McEwen                                 | 16.º     |

A partir de 2005 la UCI instauró el circuito profesional de máxima categoría, el UCI ProTour, donde el equipo está desde que se creó dicha categoría. Las clasificaciones del equipo son las siguientes:
| Año  | Clasificación por equipos | Mejor corredor en la clasificación individual | Posición |
| 2005 | 4.º                       | Cadel Evans                                   | 17.º     |
| 2006 | 16.º                      | Cadel Evans                                   | 4.º      |
| 2007 | 9.º                       | Cadel Evans                                   | 1.º      |
| 2008 | 11.º                      | Cadel Evans                                   | 6.º      |

Tras discrepancias entre la UCI y las Grandes Vueltas, en 2009 se tuvo que refundar el UCI ProTour en una nueva estructura llamada UCI World Ranking, formada por carreras del UCI World Calendar; y a partir del año 2011 uniéndose en la denominación común del UCI WorldTour. El equipo siguió siendo de categoría UCI ProTour.
| Año  | Clasificación por equipos | Mejor corredor en la clasificación individual | Posición |
| 2009 | 6.º                       | Cadel Evans                                   | 5.º      |
| 2010 | 8.º                       | Philippe Gilbert                              | 3.º      |
| 2011 | 1.º                       | Philippe Gilbert                              | 1.º      |
| 2012 | 11.º                      | Jurgen Van Den Broeck                         | 14.º     |
| 2013 | 18.º                      | André Greipel                                 | 37.º     |
| 2014 | 15.º                      | Tim Wellens                                   | 25.º     |
| 2015 | 9.º                       | André Greipel                                 | 24.º     |
| 2016 | 14.º                      | Tim Wellens                                   | 34.º     |
| 2017 | 13.º                      | Tim Wellens                                   | 21.º     |
| 2018 | 15.º                      | Tim Wellens                                   | 18.º     |
| 2019 | 9.º                       | Tim Wellens                                   | 17.º     |
| 2020 | 17.º                      | Caleb Ewan                                    | 35.º     |
| 2021 | 18.º                      | Tim Wellens                                   | 65.º     |
| 2022 | 14.º                      | Arnaud De Lie                                 | 6.º      |
| 2023 | 9.º                       | Arnaud De Lie                                 | 14.º     |

## Palmarés
Para años anteriores, véase Palmarés del Lotto Cycling Team

### Palmarés 2025

#### UCI WorldTour
| Fechas | Carreras | Ganador |

#### UCI ProSeries
| Fechas      | Carreras                         | Ganador         |
| 3 de mayo   | 7.ª etapa del Tour de Turquía    | Elia Viviani    |
| 21 de junio | 4.ª etapa de la Vuelta a Bélgica | Jenno Berckmoes |

#### Circuitos Continentales UCI
| Fechas       | Circuito             | Carreras                             | Ganador       |
| 7 de febrero | UCI Europe Tour 2025 | 3.ª etapa de la Estrella de Bessèges | Arnaud De Lie |

#### Campeonatos nacionales
| Fechas | Carreras | Ganador |

## Plantilla
Para años anteriores, véase Plantillas del Lotto Cycling Team

### Plantilla 2025
| Nombre                 | Nacimiento | Nacionalidad  | Equipo 2024                                 |
| Toon Aerts             | 19/10/1993 | Bélgica       | Deschacht Hens Fsp                          |
| Jenno Berckmoes        | 04/02/2001 | Bélgica       | Lotto Dstny                                 |
| Cedric Beullens        | 27/01/1997 | Bélgica       | Lotto Dstny                                 |
| Lars Craps             | 17/10/2001 | Bélgica       | Team Flanders-Baloise                       |
| Logan Currie           | 24/06/2001 | Nueva Zelanda | Lotto Dstny                                 |
| Jasper De Buyst        | 24/11/1993 | Bélgica       | Lotto Dstny                                 |
| Arnaud De Lie          | 16/03/2002 | Bélgica       | Lotto Dstny                                 |
| Steffen De Schuyteneer | 24/02/2005 | Bélgica       | Lotto Dstny Development Team                |
| Jarrad Drizners        | 31/05/1999 | Australia     | Lotto Dstny                                 |
| Joshua Giddings        | 20/07/2003 | Reino Unido   | Lotto Dstny Development Team                |
| Jonas Gregaard         | 30/07/1996 | Noruega       | Lotto Dstny                                 |
| Sébastien Grignard     | 29/04/1999 | Bélgica       | Lotto Dstny                                 |
| Arjen Livyns           | 01/09/1994 | Bélgica       | Lotto Dstny                                 |
| Milan Menten           | 31/10/1996 | Bélgica       | Lotto Dstny                                 |
| Robin Orins            | 06/03/2002 | Bélgica       | Lotto Dstny Development Team                |
| Alec Segaert           | 16/01/2003 | Bélgica       | Lotto Dstny                                 |
| Eduardo Sepúlveda      | 13/06/1991 | Argentina     | Lotto Dstny                                 |
| Liam Slock             | 18/09/2000 | Bélgica       | Lotto Dstny                                 |
| Lionel Taminiaux       | 21/05/1996 | Bélgica       | Lotto Dstny                                 |
| Reuben Thompson        | 15/02/2001 | Nueva Zelanda | Groupama-FDJ                                |
| Jarne Van de Paar      | 23/10/2000 | Bélgica       | Lotto Dstny                                 |
| Lorenz Van de Wynkele  | 19/08/2001 | Bélgica       | Lotto Dstny Development Team                |
| Lennert Van Eetvelt    | 17/07/2001 | Bélgica       | Lotto Dstny                                 |
| Brent Van Moer         | 12/01/1998 | Bélgica       | Lotto Dstny                                 |
| Henri Vandenabeele     | 15/04/2000 | Bélgica       | Lotto Dstny                                 |
| Baptiste Veistroffer   | 29/05/2004 | Francia       | Decathlon AG2R La Mondiale Development Team |
| Elia Viviani           | 07/02/1989 | Italia        | INEOS Grenadiers                            |

1. ↑  Desde el 1 de mayo.
2. ↑  Desde el 20 de febrero.

Stagiaires

Desde el 1 de agosto, los siguientes corredores pasaron a formar parte del equipo como stagiaires (aprendices a prueba).
| Corredor    | Nacimiento | Nacionalidad | Equipo 2025          |
| ----------- | ---------- | ------------ | -------------------- |
| Matthew Fox | 28/09/2002 | Australia    | Veloce Club Rouen 76 |